# 元虬
元虬（？—？），河南郡洛阳县（今河南省洛阳市东）人，追尊魏昭成帝拓跋什翼犍的后裔，北魏宗室、官员。

## 生平
太和十八年十一月甲申（494年12月26日），魏孝文帝元宏经过比干墓，亲自为比干撰写吊文，元虬也作为82名随祭官之一跟随参与了这次巡视，当时的题名为“司卫监、臣河南郡元虬”，在所有82名随祭官中排在第16位。太和二十一年（497年）冬天，魏孝文帝出兵进攻南齐的沔北五郡，太和二十二年（498年）三月，都督、中军大将军、彭城王元勰派遣武卫将军元虬率领军队围攻邓城的东南，截断南齐崔慧景退路，向邓城内射箭。之后元虬官至使持节、安东将军、武卫将军、齐州刺史。

## 儿子
- 元祉，北魏骠骑大将军、仪同三司、平原武昭王